# سيتشي ناكاجيما
سيتشي ناكاجيما هو سياسي ياباني، ولد في 1848 في Shiojiri ‏ في اليابان، وتوفي في 9 مارس 1941.

## مناصب
- انتخب department chief  [لغات أخرى]‏ .
- انتخب اللورد العمدة.
- انتخب اللورد العمدة.
- انتخب اللورد العمدة.
- انتخب اللورد العمدة.
- انتخب local assemblyperson of Japan  [لغات أخرى]‏.
- انتخب kochō  [لغات أخرى]‏.
- انتخب Schultheiß [الإنجليزية]‏.